# Pellionia kochii
Pellionia kochii är en nässelväxtart som beskrevs av Theodoric Valeton. Pellionia kochii ingår i släktet Pellionia och familjen nässelväxter. Inga underarter finns listade i Catalogue of Life.